# Lone Munksgaard Nielsen
Lone Munksgaard Nielsen (født 28. marts 1968 i Kloster ved Ringkøbing) er en dansk digter og forfatter, uddannet fra Forfatterskolen 1993.

## Karriee
Hun debuterede med digtsamlingen Afvikling i 1993, der beskriver en demontering af kroppen.
I 2009 udkom Vinden jeg kaldte Isbjørn, for hvilken hun blev tildelt 37.500 kr. af Statens Kunstfonds Litteraturudvalg. Bogen er illustreret af Knud Odde.
Hun har udgivet bøger til både børn og voksne.

## Udgivelser
- Afvikling, digt 1993 (Borgen)
- Frasagn, lyrik for stemmer 1994 (Borgen)
- Lysvendt/ Himmelsøjlen, lyrik 1995 (Borgen)
- Kapitæler, drama 1995 (Drama)
- Iklædt en andens hud, lyrik 1996 (Borgen)
- Omvej over himlen, oversættelse af André Breton 1996 (Basilisk)
- Hvis mine fingre kunne rasle, lyrik 1999, (Borgen)
- Skæbnen og mig, digte for børn 2000 (Borgen)
- Når guderne taler i tunger, 2000 (Borgen)
- Rimgræs, haiku 2003 (Lindhardt og Ringhof)
- Hvem kommer morgengryet til?, digte 2005 (Lindhardt og Ringhof)
- Stregkoden, en roman i 111 scener, 2006 (Lindhardt og Ringhof)
- Dinosauruspulveret, billedbog 2008 (Gyldendal) - illustreret af Hanne Bartholin
- Vinden jeg kaldte Isbjørn, billedbog 2009 (Gyldendal) - illustreret af Knud Odde
- Nete og Mørket, billedbog 2012 (Gyldendal) - illustreret af Hanne Bartholin
- Drengen der blev væk fra sig selv, billedbog 2015 (Gyldendal) - illustreret af Pia Thaulov

## Priser og legater
- 1994: Madame Hollatz’ legat (rejselegat)
- 1995: Hulda Lütken og Jacobs legat
- 1997: Peder Jensen Kjærgaard og Hustrus Forfatterlegat
- 1997: Harald Kiddes og Astrid Ehrencron-Kiddes legat
- Samt arbejdslegater fra bl.a. Litteraturrådet og Statens Kunstfond

## Eksterne links
- Biografi på Litteratursiden.dk Arkiveret 6. februar 2007 hos  Wayback Machine